# Lancy Football Club 2017-2018
Questa voce raccoglie le informazioni riguardanti il Lancy Football Club nelle competizioni ufficiali della stagione 2017-2018.

## Stagione
Nella stagione 2017-2018 il Lancy, allenato da Bruno Codeas, concluse il campionato di 1ª Lega al 3º posto. Nei Play-off il Lancy fu eliminato al primo turno dal Soletta.

## Rosa
| N. |                         | Ruolo | Calciatore          |
| -- | ----------------------- | ----- | ------------------- |
| 1  | Francia (bandiera)      | P     | Frédéric Dénervaud  |
| 3  | Italia (bandiera)       | D     | Maurizio Palermo    |
| 4  | Svizzera (bandiera)     | C     | Charles Ravet       |
| 6  | Svizzera (bandiera)     | C     | Stéphane Pais       |
| 7  | Svizzera (bandiera)     | A     | Oscar Correia       |
| 8  | Svizzera (bandiera)     | A     | Frédéric Dos Santos |
| 9  | RD del Congo (bandiera) | A     | Ange N'Silu         |
| 10 | Francia (bandiera)      | A     | Fréderic Besseyre   |
| 10 | Svizzera (bandiera)     | A     | Mergim Qarri        |
| 11 | Svizzera (bandiera)     | D     | Michaël Bleve       |
| 12 | Svizzera (bandiera)     | C     | Elias Pasche        |
| 13 | Svizzera (bandiera)     | A     | Filipe Poceiro      |
| 15 | Svizzera (bandiera)     | C     | Sébastien Lachenal  |
| 16 | Portogallo (bandiera)   | C     | Ribeiro             |

| N. |                       | Ruolo | Calciatore             |
| -- | --------------------- | ----- | ---------------------- |
| 17 | Francia (bandiera)    | D     | Raffi Kaya             |
| 18 | Svizzera (bandiera)   | A     | Cerruti Vuzi           |
| 19 | Svizzera (bandiera)   | C     | Muhamed Haliti         |
| 20 | Svizzera (bandiera)   | D     | Matteo Luisoni         |
| 21 | Francia (bandiera)    | D     | N'Diasse N'Diaye       |
| 22 | Italia (bandiera)     | D     | Yann Pedretti          |
| 23 | Francia (bandiera)    | D     | Annouar Aïachi         |
| 26 | Svizzera (bandiera)   | D     | Alexandre Infante      |
| 26 | Portogallo (bandiera) | C     | Almeida                |
| 28 | Svizzera (bandiera)   | D     | Alexandre Barroso      |
| 30 | Svizzera (bandiera)   | P     | Cyril Dumont           |
| 30 | Svizzera (bandiera)   | P     | Dylan Vazquez Ferreira |
|    | Portogallo (bandiera) | D     | Ferreira da Cunha      |

## Organigramma societario
Area tecnica
- Allenatore: Bruno Codeas
- Allenatore in seconda:
- Preparatore dei portieri:
- Preparatori atletici:

## Calciomercato

### Sessione estiva
| Acquisti | Acquisti         | Acquisti        | Acquisti |
| R.       | Nome             | da              | Modalità |
| -------- | ---------------- | --------------- | -------- |
| C        | Ribeiro          | Plan-les-Ouates |          |
| A        | Oscar Correia    | GDSC Alvarenga  |          |
| P        | Cyril Dumont     | Étoile Carouge  |          |
| D        | Raffi Kaya       | Stade Nyonnais  |          |
| D        | N'Diasse N'Diaye | Azzurri 90      |          |
| A        | Ange N'Silu      | Meyrin          |          |

| Cessioni | Cessioni         | Cessioni          | Cessioni |
| R.       | Nome             | a                 | Modalità |
| -------- | ---------------- | ----------------- | -------- |
| C        | Patrice Cardoso  | Olympique Ginevra |          |
| C        | Riley Zimmermann | Servette U21      |          |
| A        | Dylan Dugourd    | Étoile Carouge    |          |
| C        | Bastien Beuchat  | Étoile Carouge    |          |
| D        | Mikael Mendes    | Veyrier-Sports    |          |
| P        | Symphorien Munda | Lancy II          |          |

### Sessione invernale
| Acquisti | Acquisti       | Acquisti       | Acquisti |
| R.       | Nome           | da             | Modalità |
| -------- | -------------- | -------------- | -------- |
| D        | Michaël Bleve  | Versoix        |          |
| A        | Filipe Poceiro | Veyrier-Sports |          |

| Cessioni | Cessioni      | Cessioni       | Cessioni |
| R.       | Nome          | a              | Modalità |
| -------- | ------------- | -------------- | -------- |
| C        | Rolling Iyeti | Étoile Carouge |          |

## Risultati

### 1ª Lega

#### Girone di andata
| Arbitro: | Carrard |

|                            |           |                         |
| N'Silu 30’, 34’ Aïachi 58’ | Marcatori | 80’ Imbriaco 90’ Ferati |

| Arbitro: | Huwiler |

|                       |           |                               |
| Seydoux 43’ Toure 90’ | Marcatori | 73’ N'Diaye 90’ (rig.) Haliti |

| Arbitro: | Dedukic |

|                                                |           |  |
| Santos 6’ Vuzi 21’, 72’ Barroso 63’ N'Silu 88’ | Marcatori |  |

| Arbitro: | von Mandach |

|                                      |           |            |
| Mutombo 71’ Brahimi 75’ Ramadani 81’ | Marcatori | 85’ N'Silu |

| Arbitro: | Skalonja |

|             |           |                                     |
| N'Diaye 83’ | Marcatori | 37’ Rodrigues 87’ M'Sabeg 90’ Ademi |

| Arbitro: | Tasdemir |

|                                   |           |                       |
| Bersier 23’, 44’ Allaoui 36’, 45’ | Marcatori | 66’ Qarri 79’ N'Diaye |

| Arbitro: | Thies |

|                                  |           |            |
| Qarri 28’ N'Diaye 57’ Santos 71’ | Marcatori | 32’ Natoli |

| Arbitro: | Bontempelli |

|                      |           |              |
| Santos 9’ N'Silu 37’ | Marcatori | 18’ Marković |

| Arbitro: | Rosset |

|                           |           |                                             |
| Moussilou 30’, 59’ (rig.) | Marcatori | 10’ Qarri 37’ Santos 59’ Correia 76’ N'Silu |

| Arbitro: | Rogalla |

|                                        |           |                                         |
| Correia 35’ Vuzi 59’, 74’ Pedretti 64’ | Marcatori | 16’ Fuhrer 33’ (rig.) Wyder 87’ Ribeiro |

| Arbitro: | Skalonja |

|                             |           |             |
| Daclinat 36’, 56’ Tafaj 45’ | Marcatori | 12’ Correia |

| Arbitro: | Dégallier |

|                                           |           |  |
| Correia 9’ Vuzi 56’ Santos 69’ N'Silu 78’ | Marcatori |  |

| Losanna 5 novembre 2017, ore 14:30 CET 13ª giornata   | Team Vaud Lausanne U21 | 0 – 2 referto       | Lancy | Olympique de la Pontaise (150 spett.) |
| \| \| \| \| \| \| Marcatori \| 16’ Aïachi 29’ Vuzi \| |                        |                     |       |                                       |
|                                                       |                        |                     |       |                                       |
|                                                       | Marcatori              | 16’ Aïachi 29’ Vuzi |       |                                       |

#### Girone di ritorno
| Arbitro: | Staubli |

|             |           |                     |
| Dugourd 33’ | Marcatori | 51’ Vuzi 58’ Santos |

| Lancy 29 marzo 2018, ore 20:00 CEST 15ª giornata            | Lancy     | 1 – 2 referto   | Young Boys II | Stade de Marignac |
| \| \| \| \| \| Qarri 80’ \| Marcatori \| 88’, 90’ Ballet \| |           |                 |               |                   |
|                                                             |           |                 |               |                   |
| Qarri 80’                                                   | Marcatori | 88’, 90’ Ballet |               |                   |

| Arbitro: | Turkes |

|                            |           |                     |
| Constantin 37’ (rig.), 90’ | Marcatori | 8’ Qarri 90’ Aïachi |

| Lancy 21 marzo 2018, ore 20:00 CET 17ª giornata                     | Lancy     | 3 – 0 referto | Azzurri 90 | Stade de Marignac (185 spett.) |
| \| \| \| \| \| N'Diaye 65’ N'Silu 74’ Santos 81’ \| Marcatori \| \| |           |               |            |                                |
|                                                                     |           |               |            |                                |
| N'Diaye 65’ N'Silu 74’ Santos 81’                                   | Marcatori |               |            |                                |

| Arbitro: | Dégallier |

|  |           |                                          |
|  | Marcatori | 51’ Vuzi 62’ Haliti 77’ Qarri 90’ N'Silu |

| Arbitro: | Michael Brunner |

|             |           |                      |
| Correia 88’ | Marcatori | 84’ (rig.) Samandjeu |

| Arbitro: | von Mandach |

|                                       |           |                          |
| Lokwa 5’ Becirovic 56’ Dimonekene 68’ | Marcatori | 55’, 64’ Vuzi 61’ Pasche |

| Arbitro: | Rogalla |

|                             |           |                   |
| Spahiu 7’ Hrdlička 41’, 90’ | Marcatori | 24’ (rig.) Haliti |

| Arbitro: | Superczynski |

|            |           |                                |
| Santos 50’ | Marcatori | 78’ Tissot-Rosset 81’ Paçarizi |

| Arbitro: | Morais |

|                            |           |                                                  |
| Dzonlagic 8’ von Känel 81’ | Marcatori | 18’ (rig.), 29’ (rig.) Haliti 76’ Qarri 90’ Vuzi |

| Arbitro: | Schelb |

|                        |           |           |
| Haliti 11’ (rig.), 63’ | Marcatori | 17’ Gasic |

| Arbitro: | Ricci |

|            |           |                             |
| Nyangi 39’ | Marcatori | 14’, 28’ Santos 90’ Poceiro |

| Arbitro: | Roth |

|                                                   |           |                                     |
| Pasche 2’, 85’ Ndoye 43’ (aut.) Haliti 50’ (rig.) | Marcatori | 8’, 12’ Ndoye 44’ Schmidt 90’ Gomes |

### Play-off promozione
| Lancy 30 maggio 2018, ore 20:00 CEST Primo turno                | Lancy     | 0 – 2 referto                 | Soletta | Stade de Marignac |
| \| \| \| \| \| \| Marcatori \| 69’ (rig.) Arifi 82’ Hunziker \| |           |                               |         |                   |
|                                                                 |           |                               |         |                   |
|                                                                 | Marcatori | 69’ (rig.) Arifi 82’ Hunziker |         |                   |

| Soletta 2 giugno 2018, ore 17:00 CEST Primo turno                                                | Soletta   | 4 – 2 referto  | Lancy | Stadion Solothurn |
| \| \| \| \| \| Stauffer 11’ Schrittwieser 47’ Chatton 60’, 75’ \| Marcatori \| 11’, 76’ Qarri \| |           |                |       |                   |
|                                                                                                  |           |                |       |                   |
| Stauffer 11’ Schrittwieser 47’ Chatton 60’, 75’                                                  | Marcatori | 11’, 76’ Qarri |       |                   |

## Statistiche

### Statistiche di squadra
| Competizione        | Punti | In casa | In casa | In casa | In casa | In casa | In casa | In trasferta | In trasferta | In trasferta | In trasferta | In trasferta | In trasferta | Totale | Totale | Totale | Totale | Totale | Totale | DR  |
| Competizione        | Punti | G       | V       | N       | P       | Gf      | Gs      | G            | V            | N            | P            | Gf           | Gs           | G      | V      | N      | P      | Gf     | Gs     | DR  |
| ------------------- | ----- | ------- | ------- | ------- | ------- | ------- | ------- | ------------ | ------------ | ------------ | ------------ | ------------ | ------------ | ------ | ------ | ------ | ------ | ------ | ------ | --- |
| 1ª Lega             | 47    | 13      | 8       | 2       | 3       | 34      | 20      | 13           | 6            | 3            | 4            | 31           | 26           | 26     | 14     | 5      | 7      | 65     | 46     | +19 |
| Play-off promozione | -     | 1       | 0       | 0       | 1       | 0       | 2       | 1            | 0            | 0            | 1            | 2            | 4            | 2      | 0      | 0      | 2      | 2      | 6      | -4  |
| Totale              | 47    | 14      | 8       | 2       | 4       | 34      | 22      | 14           | 6            | 3            | 5            | 33           | 30           | 28     | 14     | 5      | 9      | 67     | 52     | +15 |

### Andamento in campionato
| Giornata  | 1 | 2 | 3 | 4 | 5 | 6  | 7 | 8 | 9 | 10 | 11 | 12 | 13 | 14 | 15 | 16 | 17 | 18 | 19 | 20 | 21 | 22 | 23 | 24 | 25 | 26 |
| --------- | - | - | - | - | - | -- | - | - | - | -- | -- | -- | -- | -- | -- | -- | -- | -- | -- | -- | -- | -- | -- | -- | -- | -- |
| Luogo     | C | T | C | T | C | T  | C | C | T | C  | T  | C  | T  | T  | C  | T  | C  | T  | C  | T  | T  | C  | T  | C  | T  | C  |
| Risultato | V | N | V | P | P | P  | V | V | V | V  | P  | V  | V  | V  | P  | N  | V  | V  | N  | N  | P  | P  | V  | V  | V  | N  |
| Posizione | 2 | 2 | 2 | 5 | 5 | 10 | 7 | 6 | 4 | 3  | 3  | 3  | 1  | 1  | 1  | 1  | 1  | 1  | 1  | 1  | 2  | 3  | 3  | 3  | 3  | 3  |

Legenda:

Luogo: C = Casa; T = Trasferta. Risultato: V = Vittoria; N = Pareggio; P = Sconfitta.

### Statistiche dei giocatori
| Giocatore    | 1ª Lega  | 1ª Lega | 1ª Lega     | 1ª Lega    | Play-off promozione | Play-off promozione | Play-off promozione | Play-off promozione | Totale   | Totale | Totale      | Totale     |
| Giocatore    | Presenze | Reti    | Ammonizioni | Espulsioni | Presenze            | Reti                | Ammonizioni         | Espulsioni          | Presenze | Reti   | Ammonizioni | Espulsioni |
| ------------ | -------- | ------- | ----------- | ---------- | ------------------- | ------------------- | ------------------- | ------------------- | -------- | ------ | ----------- | ---------- |
| A. Aka       | 8        | 0       | 0           | 0          | 0                   | 0                   | 0                   | 0                   | 8        | 0      | 0           | 0          |
| A. Almeida   | 1        | 0       | 0           | 0          | 0                   | 0                   | 0                   | 0                   | 1        | 0      | 0           | 0          |
| A. Aïachi    | 16       | 3       | 6           | 0          | 0                   | 0                   | 0                   | 0                   | 16       | 3      | 6           | 0          |
| A. Barroso   | 22       | 1       | 4           | 0          | 1                   | 0                   | 0                   | 1                   | 23       | 1      | 4           | 1          |
| F. Besseyre  | 1        | 0       | 0           | 0          | 0                   | 0                   | 0                   | 0                   | 1        | 0      | 0           | 0          |
| M. Bleve     | 6        | 0       | 3           | 0          | 1                   | 0                   | 0                   | 0                   | 7        | 0      | 3           | 0          |
| O. Correia   | 22       | 5       | 0           | 0          | 2                   | 0                   | 0                   | 0                   | 24       | 5      | 0           | 0          |
| F. Cunha     | 0        | 0       | 0           | 0          | 0                   | 0                   | 0                   | 0                   | 0        | 0      | 0           | 0          |
| C. Dumont    | 11       | 0       | 2           | 0          | 0                   | 0                   | 0                   | 0                   | 11       | 0      | 2           | 0          |
| F. Dénervaud | 15       | 0       | 1           | 0          | 2                   | 0                   | 0                   | 0                   | 17       | 0      | 1           | 0          |
| D. Ferreira  | 0        | 0       | 0           | 0          | 0                   | 0                   | 0                   | 0                   | 0        | 0      | 0           | 0          |
| M. Haliti    | 24       | 8       | 6           | 0          | 2                   | 0                   | 0                   | 0                   | 26       | 8      | 6           | 0          |
| A. Infante   | 11       | 0       | 3           | 0          | 2                   | 0                   | 0                   | 0                   | 13       | 0      | 3           | 0          |
| R. Kaya      | 14       | 0       | 5           | 0          | 2                   | 0                   | 1                   | 0                   | 16       | 0      | 6           | 0          |
| S. Lachenal  | 3        | 0       | 0           | 0          | 0                   | 0                   | 0                   | 0                   | 3        | 0      | 0           | 0          |
| M. Luisoni   | 2        | 0       | 0           | 0          | 0                   | 0                   | 0                   | 0                   | 2        | 0      | 0           | 0          |
| N. N'Diaye   | 25       | 5       | 3           | 0          | 1                   | 0                   | 1                   | 0                   | 26       | 5      | 4           | 0          |
| A. N'Silu    | 20       | 9       | 1           | 0          | 2                   | 0                   | 1                   | 0                   | 22       | 9      | 2           | 0          |
| S. Pais      | 22       | 0       | 4           | 0          | 2                   | 0                   | 0                   | 0                   | 24       | 0      | 4           | 0          |
| M. Palermo   | 17       | 0       | 1           | 0          | 2                   | 0                   | 1                   | 0                   | 19       | 0      | 2           | 0          |
| E. Pasche    | 12       | 3       | 1           | 0          | 2                   | 0                   | 0                   | 0                   | 14       | 3      | 1           | 0          |
| Y. Pedretti  | 15       | 1       | 2           | 0          | 0                   | 0                   | 0                   | 0                   | 15       | 1      | 2           | 0          |
| F. Poceiro   | 8        | 1       | 1           | 0          | 2                   | 0                   | 0                   | 0                   | 10       | 1      | 1           | 0          |
| M. Qarri     | 17       | 7       | 1           | 0          | 2                   | 2                   | 0                   | 0                   | 19       | 9      | 1           | 0          |
| C. Ravet     | 14       | 0       | 4           | 2          | 0                   | 0                   | 0                   | 0                   | 14       | 0      | 4           | 2          |
| R. Ribeiro   | 8        | 0       | 0           | 0          | 1                   | 0                   | 0                   | 0                   | 9        | 0      | 0           | 0          |
| F. Santos    | 22       | 10      | 3           | 1          | 2                   | 0                   | 0                   | 0                   | 24       | 10     | 3           | 1          |
| C. Vuzi      | 24       | 11      | 3           | 2          | 0                   | 0                   | 0                   | 0                   | 24       | 11     | 3           | 2          |